# K型火焰喷射器
K型火焰喷射器（波兰语：miotacz ognia wzór K）是一种背负式火焰喷射器，产于第二次世界大战期间处在被纳粹德国和苏联占领下的波兰，供进行秘密活动的波蘭家鄉軍使用。1944年的华沙起义有部隊在作戰時使用了这一型号的火焰喷射器。

## 製造
K型火焰喷射器是在一种波兰抵抗组织使用的简易火焰喷射器的基础之上设计，K式火焰喷射器适合在普通的工坊中进行秘密生产，其原材料也比较容易取得，1942年，在波蘭家鄉軍总指挥部的要求下，K式火焰喷射器诞生了。这种武器的主要设计目的就是攻击装甲车辆。当时有数个设计方案，其中最受欢迎的就是K型，K型随即成为波兰地下组织的一种制式武器。K式火焰喷射器的具体产量已很难估计，但可以肯定的是应该有几百具（仅仅在华沙的Antoni Wieckowski工坊就生产了400具）。该型火焰喷射器的生产工作主要集中在华沙。由于生产条件不同，很多这一型号的火焰喷射器在细节上都存在差异。
K型火焰喷射器的主要部分是两个互相连通的圆柱形钢制燃料罐（总容积15升，高45cm，直径16cm）以及一个压缩空气罐（容积6升，高60cm，直径12cm）。这三个罐子被带子固定在操作者的后背上。該武器的燃料是混合燃料，成分為75%的柴油以及25%的汽油的。在燃料罐和空气罐之间有一个阀门。一根橡胶燃料管连接三个罐子与燃料枪，燃料枪是一个长度为114cm的管子，枪口处有一个阀门，并装有一个供操作者握持的握把。
作戰人員在开启燃料枪的阀门之后，燃料罐中的燃料被压缩空气推进，并在枪口处被包裹在网状篮筐之内的燃烧着的绳子点燃（在使用前必须先点燃绳子）。通常的使用方法是时长一秒的点射，大约一共能射击30次。不使用时则把一个锡制金属罐扣在熄灭的火绳和网状篮筐上。
考虑到其简陋的设计和落后的制造条件，K型火焰喷射器已经算得上是种成功的武器了。它的主要缺陷就是在操作过程中气罐内的气压会逐渐降低，导致连续的短点射的射程逐渐变短。可以用燃料罐来为火焰喷射器重新装填燃料，而压缩空气罐在空气耗尽后则需要换一个新的，整个过程大约会花费4分钟。

## 实战使用
一个火焰喷射器小组共有4名士兵：一名指挥官、一名背负火焰喷射器的射手以及两名背负燃料罐和备用空气罐的士兵。
在华沙起义爆发时，波兰军队总共只有30具火焰喷射器，之前有很多火焰喷射器在德国人搜查秘密仓库时丢失了，另外还有一部分被藏匿的火焰喷射器的实际状况也不允许起义者使用。尽管如此，在华沙起义巷战的最激烈部分，K型火焰喷射器还是派上了用场。在起义期间波兰人也制造了一定数量的K型火焰喷射器。大部分火焰喷射器小组都是独立作战，但是波兰人还是单独成立了一个火焰喷射器连。